# アレクサンドル・コロトコフ
アレクサンドル・ミハイロヴィッチ・コロトコフ（ロシア語: Александр Михайлович Коротков、1909年11月22日 - 1961年）は、ソ連の職業的諜報員、チェキスト。

## 経歴
1928年から国家保安機関。
1937年～1938年の大粛清時、駐ベルリン支局は、ラヴレンチー・ベリヤにより粛清された。ベリヤは、腹心のアマヤク・コブロフを支局長に送り込み、1939年9月、コロトコフをその副支局長に任命した。コロトコフには、後に赤いオーケストラとして知られるドイツの反ファシスト地下組織との連絡回復の任務が付与された。コロトコフは、この任務を首尾よく処理し、赤いオーケストラの指導者、アルヴィド・ハルナク（「コルスニカーネツ」）とハロー・シュルツ＝ボイゼン（「スタルシナー」）との連絡を確立した。これらエージェントを通して、特にドイツのソ連攻撃準備に関する重要情報が入手された。
1941年6月、「スタルシナー」から、「ドイツのソ連に対する武装攻撃準備に関する全ての軍事措置が完結し、いつでも攻撃を予期し得る」との連絡が中央に入った。同時に、「コルスニカーネツ」は、「ソ連の占領地」政策のための経済省の会議にA.ローゼンバーグが出席し、「ソビエト連邦の概念は、地図上から消え去らなければならない」と表明したと伝えた。
独ソ戦勃発と共に、駐ベルリン・ソ連大使館は閉鎖されたが、コロトコフは危険を冒して市内に出て、エージェントとの接触を行った。戦時中は、ドイツ国内のエージェントの訓練と敵領土への投入を指導した。
1946年、対外諜報部の次長に任命。1957年～1961年、東ドイツ国家保安省附属ソ連国家保安委員会（KGB）代表。1961年、心臓発作により死亡。

## パーソナル
レーニン勲章、赤旗勲章6個、一等祖国勲章、「名誉国家保安職員」称号を受章。
ドイツ語を完全にマスターしていた。